# Ái Quốc (xã cũ)
Ái Quốc là một xã thuộc huyện Lộc Bình, tỉnh Lạng Sơn, Việt Nam.
Xã có diện tích 98,65 km², dân số năm 1999 là 2.334 người, mật độ dân số đạt 24 người/km².
Theo thống kê năm 2019, xã Ái Quốc có diện tích 98,65 km², dân số là 2.009 người, mật độ dân số đạt 20 người/km².